# Антонија Блаће
Антонија Блаће (Шибеник, СФРЈ, 2. октобар 1979) хрватска је водитељка на РТЛ телевизији.
Дипломирани је инжењер графичке технологије, а завршила је и школу за односе с јавношћу. Постала је позната као учесница ријалити-шоуа Велики Брат (2004). Велику популарност стекла је као водитељка Великог Брата који је осим у Хрватској водила и у Србији (2011), као и Фир фактор и Хрватска тражи звијезду. Године 2006. и 2007. проглашена је за најбољу водитељку у Хрватској. Водитељка је на Првом радију, а раније је била водитељка и на Народном радију.

## Емисије
- Велики Брат
- Вечера за 5
- Хрватска тражи звијезду
- Сурвајвор
- X FACTOR Adria